# Cindy Blackman
Cindy Blackman (født 18. november 1959 i Ohio) er en amerikansk jazz- og rocktrommeslager.
Blackman er bedst kendt for sit samarbejde med Lenny Kravitz. Hun har også spillet med bl.a. Ron Carter, Sam Rivers og Joe Henderson. Cindy Blackman er gift med guitaristen Carlos Santana. Hun er inspireret på trommer af bl.a. Tony Williams.